# Mission archéologique italienne en Égypte
La mission archéologique italienne en Égypte a été créée en 1903 par Ernesto Schiaparelli qui l'a dirigée pendant dix-sept ans.
C'est la mission archéologique italienne qui a mis au jour la tombe d'Amon-her-khepechef, fils de Ramsès III lors de la seconde campagne de fouilles de cette mission entre 1903 et 1904. Cette tombe est un des chefs-d'œuvre de l'art de la XXe dynastie.
Silvia Einaudi, égyptologue à l'université de Turin, est actuellement vice-directrice de la mission archéologique italienne à Louxor, où elle travaille depuis 1995 sur la tombe de Harouah (nécropole thébaine, tombe TT37), intendant de la Divine Adoratrice d'Amon, haut personnage de la XXVe dynastie.